# Sauveterre-Saint-Denis
Sauveterre-Saint-Denis är en kommun i departementet Lot-et-Garonne i regionen Nouvelle-Aquitaine i sydvästra Frankrike. Kommunen ligger i kantonen Astaffort som tillhör arrondissementet Agen. År 2022 hade Sauveterre-Saint-Denis 385 invånare.

## Befolkningsutveckling
Antalet invånare i kommunen Sauveterre-Saint-Denis
| Referens: INSEE |